# Petrovčić
Petrovčić (em cirílico:Петровчић) é uma vila da Sérvia localizada no município de Surčin, pertencente ao distrito de Belgrado, na região de Syrmie. A sua população era de 1627 habitantes segundo o censo de 2009.

## Demografia
| 1948 | 1953 | 1961 | 1971 | 1981 | 1991  | 2002  |
| ---- | ---- | ---- | ---- | ---- | ----- | ----- |
| 751  | 811  | 846  | 890  | 956  | 1 117 | 1 406 |